# Precepljenost
Precépljenost je mera, ki izraža, v kakšnem obsegu so izvajalci cepljenja cepili ciljno skupino na določenem področju, proti določeni bolezni, v določenem času. Le visoka stopnja precepljenosti (vsaj 90-odstotna, pri ošpicah pa 95-odstotna) namreč zagotavlja kolektivno zaščito pred okužbo z otroškimi boleznimi. Z dovolj visoko precepljenostjo lahko s časom dosežemo odstranitev ali celo izkoreninjenje določene nalezljive bolezni, kar se je zgodilo pri črnih kozah. Posledica večletne prenizke precepljenosti proti določeni nalezljivi bolezni je kopičenje necepljene populacije, zaradi česar grozi izbruh epidemije te bolezni.

### Precepljenost v svetovnem merilu
Za leto 2014 je bila svetovna precepljenost proti nekaterim boleznim naslednja:
- davica, mrtvični krč (tetanus), oslovski kašelj: 86 % (129 držav je doseglo 90-odstotno precepljenost)
- otroška ohromelost: 86 %
- ošpice: 85 %
- hepatitis B: 82 %
- pnevmokokne okužbe: 31 %
- okužba z rotavirusi: 19 %

### Precepljenost v Sloveniji
| Precepljenost v %                                                                              | 2006 | 2007 | 2008 | 2009 | 2010 | 2011 | 2012 | 2013 | 2014 | 2015 |
| ---------------------------------------------------------------------------------------------- | ---- | ---- | ---- | ---- | ---- | ---- | ---- | ---- | ---- | ---- |
| Davica, mrtvični krč, oslovski kašelj, otroška ohromelost in okužba s Haemophilus influenzae B | 96,8 | 97,4 | 96,9 | 96,3 | 96,8 | 96,1 | 96,4 | 95,3 | 94,9 | 94,9 |
| Ošpice, mumps, rdečke                                                                          | 96,1 | 95,9 | 95,7 | 94,9 | 94,8 | 95,5 | 95,3 | 93,9 | 93,7 | 93,4 |